# Мозирський нафтопереробний завод
Мозирський нафтопереробний завод (повне найменування "Відкрите Акціонерне Товариство «Мозирський нафтопереробний завод») — одне з двох білоруських нафтопереробних підприємств. Завод розташований в промисловій зоні Мозиря за 15 км на південь від житлових масивів міста, для зв'язку заводу з містом в 1988 році був запущений трамвай.
У жовтні 2022 року завод потрапив під санкції України.

## Керівництво
В даний час генеральним директором є Анатолій Олександрович Купріянов.

## Діяльність

Продукція Мозирського НПЗ в Україні

Нафта надходить на завод завдяки нафтопроводу «Дружба» з Речицьких родовищ. Основною продукцією є автомобільний бензин, дизельне паливо з низьким вмістом сірки, пічне побутове паливо, побутовий газ, технічний бутан і освітлювальний гас.
2003 року був завершений IV етап реконструкції підприємства — будівництво комплексу каталітичного крекінга.
Потужності підприємства розраховані на переробку 12 млн тонн нафти в рік.
Продукція білоруського заводу «Мозирський НПЗ» не становить імпорт бензину в Україні.

### Інцидент з кислою нафтою
У квітні 2019 року, по системі трубопроводів «Дружба» з Росії на завод потрапила нафта, вміст соляної кислоти в якій значно перевищував норму. За попередніми оцінками, обладнанню заводу було завдано збитків на 100 млн доларів, що вивело завод з роботи. За підсумками розслідування, яке проводила російська сторона, дія визнана умисною, та було відкрите кримінальне провадження.